# Герб Рима
Герб міста Рима складається з фіолетового готичного щита, на якому вгорі ліворуч (геральдично праворуч) зображено грецький хрест, за яким іде абревіатура SPQR, розташована по діагоналі в масштабі, обидва елементи золотого кольору, щит штамповано короною з восьми золотих зубчиків, п'ять з яких видно.

## Історія

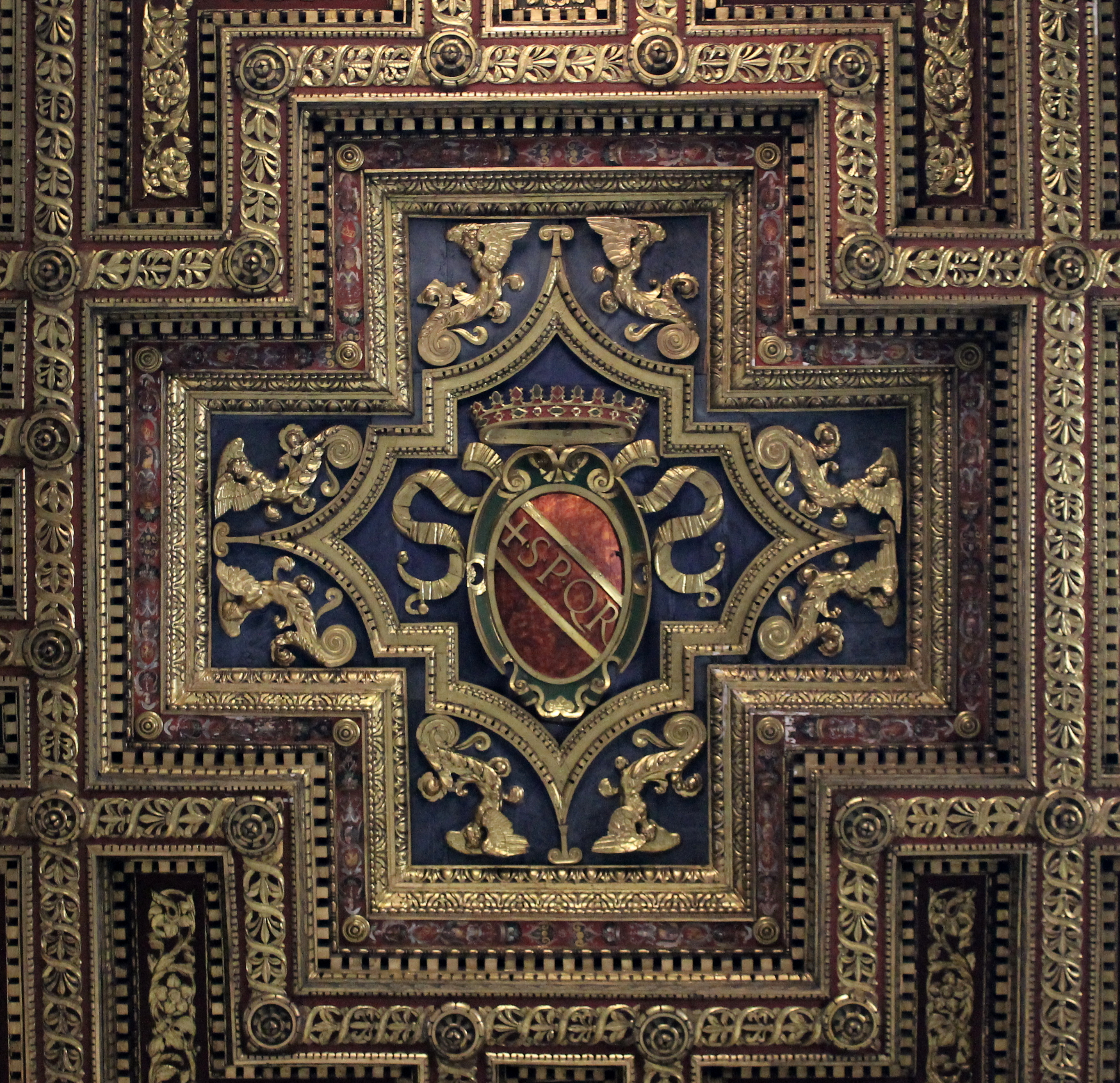
Герб Рима, який з'являється на даху Санта-Марія-ін-Аракоелі, де помітні золоті котиси.

Враховуючи особливість управління містом Рим від Середньовіччя до об’єднання Італії (монархія, яка не була ні спадковою, ні пов’язаною з однією родиною), геральдика міста дуже часто залишала місце для гербів понтифіків на посаді, особливо щодо громадських робіт та офіційних документів. Незважаючи на це, за потреби місто оснастило себе власним особливим щитом. Найдавніші свідчення про використання герба датуються 13 століттям, згодом у 16 столітті були введені модифікації, такі як загострений щит; герб також був присутній на золотому гульдені 14-го століття, виданому римським сенатом і поширеному в місті в той час. Два акти 1718 і 1743 років демонструють, як знатні громадяни міста користувалися давнім привілеєм розміщувати державний герб на фасадах своїх будівель.  У деяких випадках у минулому золота абревіатура на гербі з'являлася не в масштабі, а в смузі, всередині двох котисів у смузі та також у золоті.

Герб Рима за фашистської епохи не з'являвся з головою Літторіо, а з фасцією в центрі.Герб Рима на кришці люка, як це було за часів фашизму

Після приєднання міста до першої Французької імперії Наполеон Бонапарт створив новий герб, на якому під главою було зображено «вовчицю з двома близнюками на чорній смузі».  Слід зазначити, що навіть після наполеонівського періоду Капітолійська вовчиця все ще спорадично використовується в деяких випадках для представлення Рима (як у мозаїках Галереї Вітторіо Еммануїла II у Мілані).

Реконструкція наполеонівського герба, Капітолійська вовчиця годує грудьми близнюків Ромула і Рема

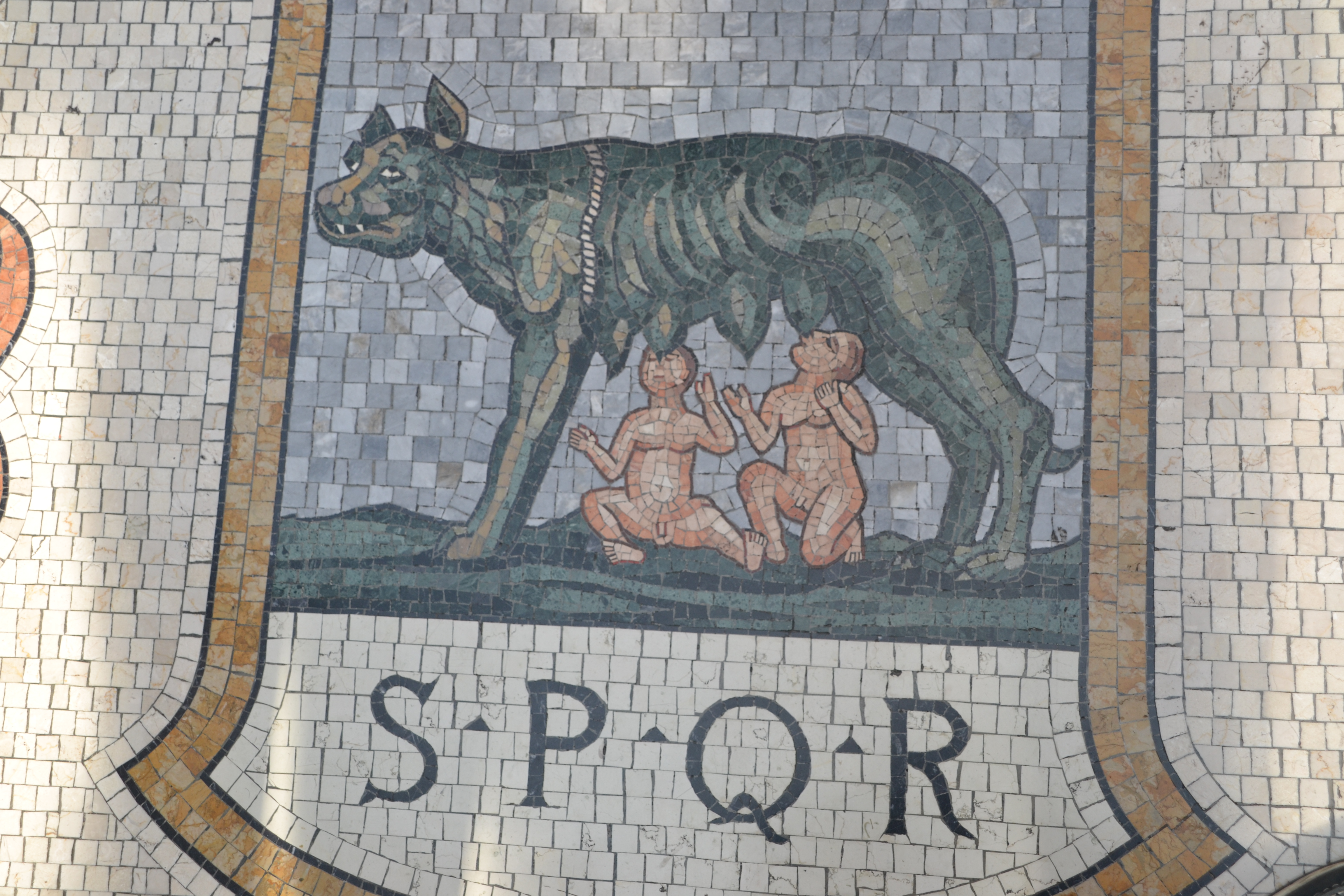
Герб Рима в Галереї Вітторіо Еммануїла II у Мілані

Нинішній герб був офіційно прийнятий муніципалітетом Рима в 1884 році під керівництвом мера Леопольдо Торлонія.  Вибір кольорів зумовлений тим, що це кольори Римської імперії та католицької церкви; згідно з легендою, вони були натомість через червоний бронзовий щит (анкіл), який впав з неба під час процесії, яка проводилася для благання божественної допомоги проти чуми, яка вразила місто, відразу після того, як епідемія припинилася, все це сталося під час правління Нуми Помпілія. Німфа Егерія виявила, що будь-хто, хто володіє цим щитом, стане дуже могутнім, тому Нума доручив ковалю Мамурію Ветурію (з роду Ветурій) викувати ще одинадцять щитів, ідентичних анцилу, щоб вороги Рима не могли їх вкрасти. Таким чином, ancile став одним із семи сакральних речей для командування ( pignora imperii ) Рима; опіку над одинадцятьма щитами було доручено Саліям.  Натомість хрест символізує християнську цивілізацію, одним із головних центрів поширення якої був Рим.  Відповідно до давнього тлумачення, абревіатура, християнізована таким чином, може бути прочитана як: Crux, Salva Populum Quem Redimisti (О хресте, спаси людей, яких ти відкупив) . Девіз SPQR нагадує про благородні та популярні компоненти, завдяки співпраці яких народилися республіканські установи та велич Стародавнього Рима.
У Libro del conocimiento анонімного кастильця 14-го століття герб Рима (у формі прапора) дивно зображений із жовтою смугою, на якій намальовані чорні літери, які, очевидно, схожі на Spqb. 

## Примітка
1. ↑  Lo stemma di Roma sulle facciate…
2. ↑  Insegne e simboli. Araldica pubblica e privata…, pagg. 851-852
3. ↑  Lo stemma del comune su iloveroma.it
4. ↑  Storia dello stemma e del comune.
5. ↑  Carta d'identità di ROMA
6. ↑  p. 237 (da Francesco Gualdi, Delle memorie sepolcrali, 1640-1645 circa, in merito alla lapide di Pietro Lante all'Aracoeli).